# Paul Nuttall
Paul Andrew Nuttall (Bootle, 30 novembre 1976) è un politico britannico, nonché membro del Parlamento europeo dal 2009 al 2019. È stato anche leader del Partito per l'Indipendenza del Regno Unito (UKIP) dal 2016 al 2017.

## Biografia
Nato a Bootle, nel Nord Ovest dell'Inghilterra, Nuttall si istruì alla Savio High School e ha completato gli studi alla Hugh Baird College della sua città. Ha conseguito un diploma nazionale superiore di scienze motorie al North Lincolnshire College nel 1998, prima di iniziare a studiare storia presso la Edge Hill University, dove conseguì una laurea, e alla Liverpool Hope University, dove si è specializzato in politica e si è laureato con un master nel 2003. Ha ricevuto un certificato in educazione presso l'Università del Lancashire Centrale l'anno seguente e iniziò gli studi di dottorato di ricerca alla Liverpool Hope University. È cattolico.

## Carriera politica
Nel 2004 diventa membro dell'UKIP. Nel luglio del 2016, a seguito delle dimissioni di Nigel Farage da leader del partito, Nuttall rinuncia alla candidatura alla leadership e annuncia le sue dimissioni da vicepresidente della formazione politica. Successivamente, dopo le dimissioni della neoeletta leader Diane James, nell'ottobre dello stesso anno, si candida per la leadership e vince, diventando nuovo leader del partito il 28 novembre successivo. Dalle elezioni generali del 2005 a quelle del 2015 si candidò, senza essere eletto, nel collegio di Bootle.
Il 9 giugno 2017 si dimise dalla carica all'indomani delle elezioni politiche, in cui il suo partito ottenne l'1,8% nel voto popolare e non riuscì a conquistare neanche un seggio alla Camera. Nuttall stesso arrivò terzo nel collegio di Boston and Skegness con il 7,7% dei voti.

## Posizioni politiche
Nuttall è a favore della pena di morte per i casi di infanticidio. Ha richiesto più volte il divieto di indossare il burqa nei luoghi pubblici, citando anche l'uso di videocamere di sorveglianza e di sicurezza. È contrario all'aborto.